# أحضان الخوف (فلم)
أحضان الخوف هو فيلم مصري من إخراج عبد المنعم شكري وبطولة سمير صبري، رغدة، جميل راتب ونجوى فؤاد.

## نبذة
تدور أحداث الفيلم حول البرنس الذي يتزعم عصابة لتهريب المخدرات، وهو يسيطر على أفراد العصابة من خلال نقطة ضعف في كل منهم، لكنه أيضًا يخطط للإيقاع بوفاء التي تعمل مضيفة بشركة طيران وتحب رشدي أحد أعوانه ليستغلها في تهريب شحنة من المخدرات، ولكنه يقع رشدي في حبها بالفعل، ويحاول بشتى السبل أن ينقذها من الموقف الذي وضعها فيه.

## طاقم العمل
- سمير صبري بدور رشدي فاضل
- رغدة بدور وفاء
- جميل راتب بدور البرنس
- نجوى فؤاد بدور نيفين

## وصلات خارجية
- مقالات تستعمل روابط فنية بلا صلة مع ويكي بيانات